# هاري س. بوتشر
هاري س. بوتشر (بالإنجليزية: Harry C. Butcher) هو ضابط أمريكي، ولد في 1 نوفمبر 1901 في آيوا في الولايات المتحدة، وتوفي في 20 أبريل 1985 في سانتا باربارا في الولايات المتحدة.